# Sakura Nakamura
Pour les articles homonymes, voir Nakamura.
Sakura Nakamura (中村 桜, Nakamura Sakura) est une seiyū et chanteuse japonaise née à Tokyo.

## Biographie

### Enfance et formation
Sakura Nakamura est née à Tokyo.

### Carrière
Sakura Nakamura a rejoint l’école de seiyū et de formation d’acteur de l’agence de talents Atomic Monkey en 2005. Elle a été signée par l’agence en 2007. Nakamura a ensuite rejoint l’agence Mausu Promotion en 2011.
Elle est créditée sous le pseudonyme de Nerine Akimoto lorsqu’elle travaille sur des médias pour adultes.

## Doublage

### Cinéma
- 2015 : Girls und Panzer der Film : Akebi Sasaki
- 2015 : Monster Musume court-métrage : Rachnera Arachnera
- 2020 : Hight school Fleet : Kaede Marikouji

### Télévision
- 2012 : Girls und Panzer : Akebi Sasaki
- 2014 : Girls & Panzer : Kore ga Hontou no Anzio-sen desu ! : Akebi Sasaki
- 2014 : Amagi Brilliant Park : Takami
- 2015 : Monster Musume : Rachnera Arachnera
- 2016 : Hight school Fleet : Kaede Marikouji
- 2017 : Gabriel DropOut : professeur des anges
- 2017 : Konohana Kitan : Kozue
- 2020 : Maesetu ! Opening Act : Nayuta Asogi
- 2021 : Otherside Picnic : enfants
- 2021 : I've Been Killing Slimes For 300 Years And Maxed Out My Level : Leila / sorcière
- 2022 : Vermeil in Gold : Françoise / la vieille professeure

### OVA
- 2012 : Girls und panzer : Akebi Sasaki
- 2016 : Girls und panzer der Film : Akebi Sasaki
- 2017 : Hight school Fleet : Kaede Marikouji
- 2019 : Why the Hell are You Here, Teacher ! ? : la réceptionniste

### Jeux vidéo
- 2015 : Fire emblem : Fates : Sophie
- 2015 : Metal Gear Solid 5 : The Phantom Pain : soldats
- 2015 : Criminal Girls 2 : Party Favors : Yurine
- 2016 : Street fighter 5 : Marz
- 2016 : Etrian Odyssey 5 : Beyond the Myth : Jenetta
- 2017 : Azur Lane : RN Trento
- 2017 : Shin Megami Tensei : Strange Journey Redux : Ouroboros
- 2018 : Girls und Panzer: Dream Tank Match : Akebi Sasaki
- 2018 : Bombergirl : Oren
- 2020 : Touhou LostWord : Hong Meiling / Yuyuko Saigyouji / Yukari Yakumo / Kaguya Houraisan
- 2022 : Heaven Burns Red : Risa Murofushi
- 2023 : Higan : Eruthyll : Liv

Source : behindthevoices.com

## Discographie
- 2020 : Maesetu ! Opening Act : Yappari Kimi ja nakya (épisode 2), Shizuka na Senshi (épisode 7), thème principal
- 2015 : Monster Musume court-métrage : Thème principal

Source : animenewsnetwork.com